# تشیل غرغی
تشيل غرغي
(بالفارسیه :چیل گرگی )
هي قرية تقع في قسم شمیل الریفی ، ناحیه شمیل، مقاطعة بندر عباس، محافظة هرمزكان ، إيران .
وبحسب التعداد العام للسكان والمساكن عام 2016 بلغ عدد سكان هذه القرية 84 نسمة ( 21 أسرة).